# Josef Helmut Reichholf
Josef Helmut Reichholf est un  zoologiste, écologue, spécialiste de l'évolution, né à 
Aigen am Inn, en Bavière

## Biographie
Après avoir fait ses études en Bavière et passé un an au Brésil, Josef Helmut Reichholf, enseigne la zoologie à l'université  Munich.
En 1970, fait partie des fondateurs à Munich du Groupe de l'écologie avec Bernhard Grzimek, Horst Stern et Hubert Weinzierl.
En 2007 il obtient le Prix Sigmund Freud pour la prose scientifique
Reichholf est l'auteur de nombreux livres sur l'écologie, l'évolution, le climat et la protection de l'environnement 

## Principales Œuvres traduites en français
- L’émergence de l’Homme, l’apparition de l’homme et ses rapports avec la nature, 1990 ; trad. fr. éd. Flammarion, 1991 ; éd. Flammarion, coll. Champs n°273, 1993. Titre original: Das Rätsel der Menschwerdung: Die Entstehung des Menschen im Wechselspiel der Natur.
- L’émancipation de la vie, 1992 ; trad. de l'allemand par Jeanne Etoré, éd. Flammarion, 1993 ; éd. Flammarion, coll. Champs n°344 (1996) et 870 (2009); préf. Albert Jacquard. Titre original: Der schopferische Impuls Eine neue Sicht der Evolution.
- Mouvement animal et évolution, 1992 ; trad. fr. éd. Flammarion, 1994.
- Le retour des castors, surprises écologiques, 1993 ; trad. fr. éd. Flammarion, 1996 ; éd. Flammarion, coll. Champs n°431, 1999. Titre original: Comeback der Biber: Ökologische Überraschungen.

- "L’expression de la beauté versus l’adaptation darwinienne" article dans l'ouvrage de Florence Burgat et Cristian Ciocan (dir.), Phénoménologie de la vie animale, éd. Zeta Books, 2015.